# Paul Merson
Paul Charles Merson, född den 20 mars 1968 i Harlesden i London, är en engelsk före detta professionell fotbollsspelare och -tränare.

## Karriär
Merson var anfallare eller mittfältare och kom till Arsenal 1984. Han gjorde ligadebut i november 1986 och tog en ordinarie plats i laget säsongen 1988/89. Denna säsong vann Arsenal ligan för första gången på 18 år och Merson blev utsedd till årets unga spelare. Det blev ytterligare en ligatitel 1990/91 då Merson hade sin målmässigt bästa säsong i Arsenal med sina 13 ligamål. Han var en mycket populär spelare bland Arsenals anhängare, och under George Grahams ledning kom Merson även att vinna tre cuptitlar: FA-cupen och Ligacupen 1993 samt Cupvinnarcupen 1994.
I november 1994 erkände Merson att han var beroende av alkohol och kokain. Engelska fotbollsförbundet anordnade ett rehabiliteringsprogram och Merson var tillbaka i laget i februari 1995, precis innan George Graham fick sparken. Merson hjälpte Arsenal till final i Cupvinnarcupen för andra året i rad, men den här gången blev det förlust mot Real Zaragoza.
Säsongen 1995/96 behöll Merson sin plats i laget under nya tränaren Bruce Rioch, och han var även ordinarie under Arsène Wengers första säsong, 1996/97. Därför kom det som en överraskning för många när han såldes till Middlesbrough sommaren 1997. Middlesbrough hade precis blivit nedflyttade till division ett, och prislappen på 4,5 miljoner pund gjorde Merson till den dyraste spelaren i England utanför Premier League. Under elva säsonger i Arsenal gjorde han 99 mål på 423 matcher.
Merson var en av nyckelspelarna när Middlesbrough gick upp i Premier League 1998. Han blev även uttagen till engelska landslaget till VM 1998, och var då enda engelsman som inte spelade i en Premier League-klubb. Merson hade gjort landslagsdebut 1991 och kom att spela 21 landskamper (tre mål) för England.
Hösten 1998 såldes Merson till Aston Villa för fyra miljoner pund. Han stannade i Aston Villa i fyra säsonger och hjälpte klubben till final i FA-cupen 2000. Efter säsongen 2001/02 skrev Merson på för division ett-klubben Portsmouth, där han hade stor del i att klubben gick upp i Premier League 2003.
Merson ansåg sig dock vara för gammal för spel i Premier League, och sommaren 2003 värvades han av Walsall. Under våren 2004 föll Walsall från mitten till botten av tabellen i division ett medan Merson fick behandling för sitt spelberoende. Ett par månader efter återkomsten till Walsall fick Merson ta över som tränare efter att Colin Lee hade fått sparken, men han kunde inte förhindra att klubben åkte ned i division två. Trots nedflyttning fick Merson jobbet som tränare i Walsall permanent.
Säsongen 2004/05 åkte Walsall ur alla cuper mot lag från lägre divisioner. Det rapporterades även att Merson hade börjat dricka och spela igen. Walsall var nära att bli nedflyttade för andra året i rad, men Merson värvade flera spelare under transferfönstrets sista dag. Walsall var obesegrade i maj 2005 och lyckades undvika nedflyttning. Följande säsong gick inte mycket bättre och med laget på 19:e plats fick han sparken som tränare den 6 februari 2006.
Trots flera erbjudanden om tränarjobb så högt som i näst högsta divisionen valde Merson att återuppta spelarkarriären i Football Conference-klubben Tamworth, där det dock bara blev en match innan han den 9 mars 2006 meddelade att hans spelarkarriär var över.